# FirEUrisk
FirEUrisk es un proyecto financiado por la Unión Europea, a través del programa marco Horizonte 2020, centrado desarrollar, evaluar y promover una estrategia integrada de base científica para mejorar la evaluación del riesgos incendios forestales en Europa.

## Financiación y duración
El proyecto está financiado por la Unión Europea con 10.271.044 €. coordinado por Associacao para o desenvolvimiento da aerodinamica industrial con una duración  de 4 años iniciándose el  1 de abril del 2021 y finalizando el 31 de marzo del 2025.

## Objetivo del proyecto
Analizar el riesgo de incendio y cómo gestionarlo mediante el desarrollo de nuevas herramientas que evalúan el peligro de incendio y la vulnerabilidad de las comunidades y los paisajes. Crear métodos eficaces para reducir dicho riesgo y adaptar las estrategias de gestión de cara a los futuros cambios climáticos y socioeconómicos.
El proyecto pondrá en contacto a investigadores, partes interesadas y ciudadanos y combinará técnicas innovadoras y recomendaciones de políticas para mejorar los sistemas y métodos existentes a nivel regional y europeo.
Estas estrategias se probarán en áreas de demostración y se implementarán para adaptar todos los países europeos a las condiciones climáticas cambiantes.

## Participantes
El proyecto, que reúne a 39 instituciones expertas de todo el mundo.
| País         | Institución, Empresa |
| Portugal     | Autoridade Nacional de emergencia eprotecao civil.                                                                                          |
| Portugal     | Instituto para la Conservación de la Naturaleza y de los Bosques                                                                            |
| Portugal     | Universidad de Coímbra |
| Portugal     | Instituto Portugués do Mar e da Atmosfera IP.                                                                                               |
| Portugal     | Universidad de Aveiro |
| España       | Universidad de Alcalá |
| España       | Universidad de Córdoba (España) |
| España       | Meteogrid SL |
| España       | Universidad de Lérida |
| España       | Scienseed SL. |
| España       | GWV Aerospace and Defence SA |
| España       | CSIC |
| Grecia       | Kentro Meleton Asfaleias |
| Grecia       | National Center for Scientific Research DEMOKRITOS                                                                                          |
| Grecia       | Aristotelio Panepistimio Thessalonikis |
| Grecia       | Satways-Olokliromenes Lyseis Asfaleias kai Amynas-Idiotiki Epicheirisi Parochis Ypiresion Asfaleias (IEPYA)-Etaireia Periorismenis Efthynis |
| Francia      | Ramboll France SAS |
| Francia      | Association Pegase |
| Francia      | Universidad de Versailles Saint Quentin en Yvelines                                                                                         |
| Francia      | Instituto de Investigación para el Desarrollo                                                                                               |
| Francia      | CNRS |
| Chipre       | Universidad Europea de Chipre |
| Italia       | Universidad de Roma La Sapienza |
| Italia       | Consejo Nacional de Investigación de Italia                                                                                                 |
| Italia       | Istituto di sociología internazionales di Gorizia                                                                                           |
| Alemania     | Senckenberg Gesellschaft fur Naturforschung                                                                                                 |
| Alemania     | Universidad Politécnica de Dresde |
| Alemania     | Instituto Potsdam para la Investigación sobre el Impacto del Cambio Climático                                                               |
| Suecia       | Rise Research Institutes of Sweden AB |
| Bulgaria     | Institute of Information and Communication Technologies                                                                                     |
| Rumania      | Institutul National de Cercetare Dezvoltare in Silvicultura Marin Dracea                                                                    |
| Países Bajos | Stichting Vu |
| Croacia      | Sveuciiste u Splitu, Fakultet Elektrotehnike, Strojarstva i Brodogradnje                                                                    |
| Reino Unido  | The James Hutton Institute |
| Reino Unido  | King's College London |
| Reino Unido  | Swansea University |
| Finlandia    | OY Arbonaut LTD |
| Finlandia    | Instituto Meteorológico Finlandés |
| Israel       | Universidad de Haifa |
| Ucrania      | Regional Eastern Europe Fire monitoring center                                                                                              |
| Ucrania      | Chornobyl Radiation and Ecological Biosphere Reserve                                                                                        |
| Australia    | Bushfire and Natural Hazards CRC Limited |
| Canadá       | The Governors of the University of Alberta                                                                                                  |

Fuente:cordis.europa.eu